# 30인 위원회
종종 G30으로 약칭되는 G30은 경제 및 금융 문제에 대한 깊은 이해와 공공 및 민간 부문에서 내려진 결정의 결과를 검토하는 것을 목표로 하는 금융가와 학자들의 국제 기구이다. 30인 위원회의 관심 영역에는 외환 시장, 국제 자본 시장, 국제 금융 기관, 중앙 은행 및 금융 서비스와 시장에 대한 감독, 제품 및 노동 시장과 같은 거시 경제 문제가 포함된다.
이 위원회는 국제 결제의 변화와 그에 대한 합의를 지지하는 것으로 잘 알려져 있다.

역사
30인 위원회(Group of Thirty)는 1978년 록펠러 재단의 주도로 제프리 벨에 의해 설립되었으며, 이 재단은 이 단체에 초기 자금을 제공하기도 했다. 초대 의장은 전 국제통화기금(IMF) 총재였던 요하네스 위트베가 맡았다. 30인 위원회의 현재 의장은 Tharman Shanmugaratnam이다. 현재 이사회 의장은 제이콥 프렌켈이며, 명예회장은 폴 볼커이다.
오스트리아의 경제학자 프리츠 마클럽이 만든 벨라지오 그룹은 30인 위원회의 전신이다. 1963년 벨라지오의 록펠러 재단 센터(빌라 세르벨로니)에서 미국이 1960년대 초 직면했던 국제 통화 문제, 특히 국제 수지 위기를 조사하기 위해 처음 만났다.
2011년 6월, 이 그룹은 2008년 금융위기의 원인, 대응 및 미국 및 기타 시장에 대한 미래 전망을 포함한 보고서를 발표했다.
2018년 1월, 유럽의 관리인 에밀리 오라일리는 마리오 드라기 유럽중앙은행 총재가 이 위원회에 가입하는 것이 부당한 영향력을 행사하는 것으로 해석될 수 있기 때문에 사임할 것을 요청했다.
회원
이 단체는 30명의 회원으로 구성되어 있으며 주요 민간 은행과 중앙 은행장, 그리고 학계와 국제 기관의 회원 또한 있다. 현재 이 모임에는 아르헨티나, 브라질, 영국, 캐나다, 중국, 독일, 인도, 이스라엘, 이탈리아, 일본, 멕시코, 폴란드, 싱가포르, 스페인, 스위스, 미국 등 전 중앙은행 총재와 유럽중앙은행 총재 2명이 참여하고 있다. 바젤 은행감독위원회 위원장, 국제결제은행 의장, 국제통화기금 수석 경제학자 2명, 세계은행 수석 경제학자 2명, 멕시코 전 총재. 매년 2회의 전체 회의를 개최하고 세미나, 심포지엄, 스터디 그룹도 조직한다. 이 단체는 워싱턴 D.C.에 본부를 두고 있다.
회원의 임기는 3년이며, 연속 2번 임명될 수 있고 G30위원회 의장은 회원들 중에서 선출된다.